# Plasmodium knowlesi
Plasmodium knowlesi is een parasiet die malaria veroorzaakt bij apen (makaken). Deze wordt herkend als veroorzaker van een ernstige vorm van malaria bij mensen in Zuidoost-Azië. P. knowlesi wordt op mensen overgedragen via muggen van het geslacht Anopheles (bijvoorbeeld Anopheles latens).
De infectie wordt op vergelijkbare wijze opgelopen als de andere Plasmodium-soorten. De overdracht van P. knowlesi naar de mens vindt eigenlijk alleen plaats in die regenwouden waar zowel de geschikte muggensoorten voorkomen, die apen én mensen steken, als apen die met deze parasiet besmet zijn.

## Ziektebeeld
Malaria veroorzaakt door P. knowlesi geeft dezelfde symptomen als malaria veroorzaakt door andere Plasmodium-soorten: koorts, hoofdpijn, spierpijn, misselijkheid, braken, diarree. Omdat P. knowlesi zich elke 24 uur vermenigvuldigt kan de parasitemie snel stijgen. Hierdoor kan ernstige malaria ontstaan die onbehandeld dodelijk kan aflopen. De behandeling is dezelfde als bij de andere malariasoorten.

## Voorkomen
Infectie met deze parasiet gebeurt meestal in het tropisch regenwoud, het leefgebied van de Java-aap en Anopheles latens, die de malariaparasieten overbrengt. Aanvankelijk werd gedacht dat infecties in Zuidoost-Azië zeer zeldzaam waren, maar onderzoek toonde aan dat deze vrij regelmatig voorkomen in Zuidoost-Azië.
De ziekte trad ook op in gebieden buiten Zuidoost-Azië. Zo zijn er toeristen besmet geraakt. Een 38-jarige Nederlandse man die een tijd in Borneo woonde werkte, werd in januari 2009 met hoge koorts in het Harbour Hospital and Institute of Tropical Diseases te Rotterdam opgenomen. Ook bij hem werd deze ziekte geconstateerd.

## Literatuur

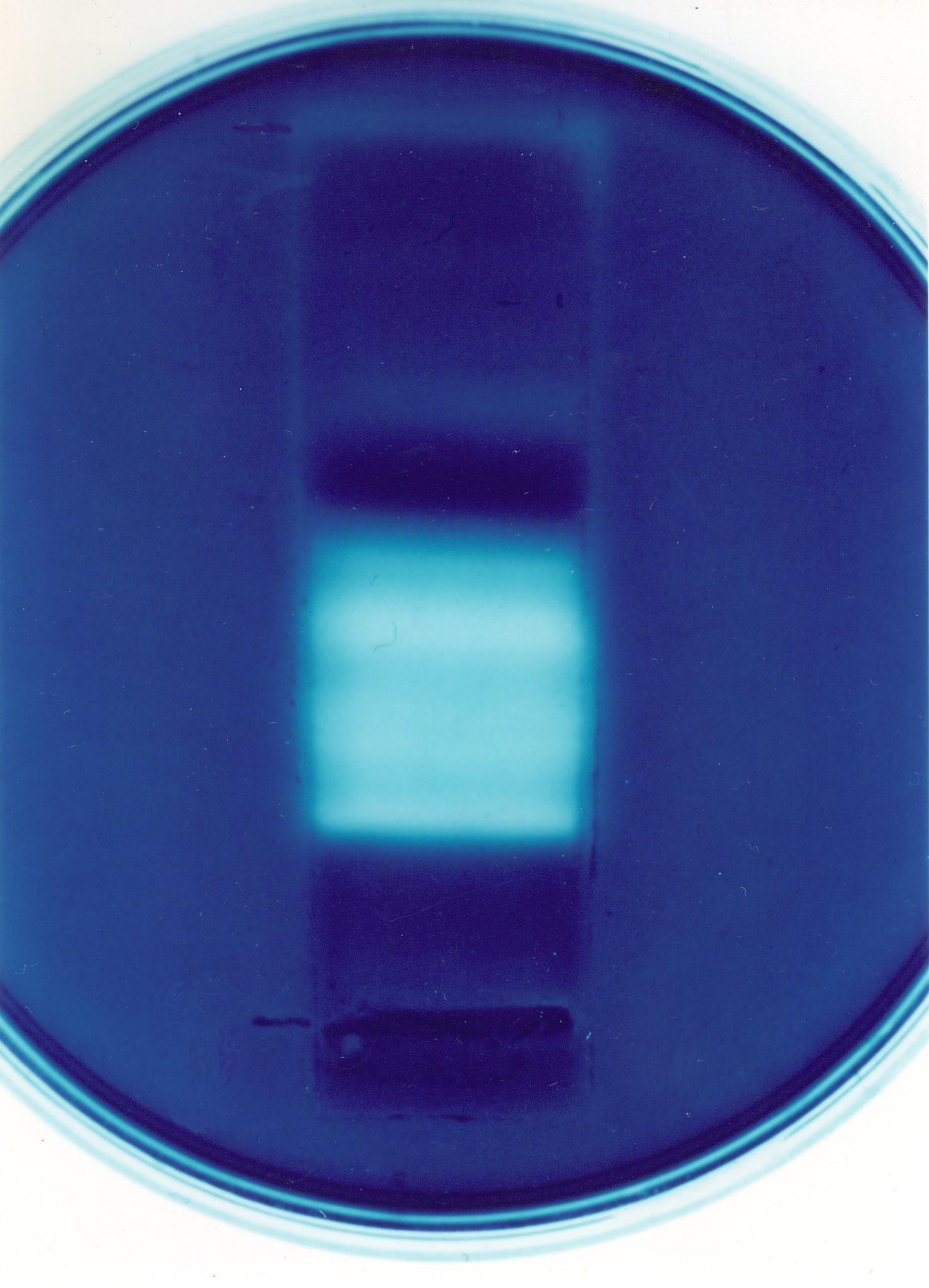